# Pengana robertbolesi
Il flexiraptor (Pengana robertbolesi Booles, 1993) è un uccello estinto appartenente alla famiglia Accipitridae, forse imparentato con le albanelle. L'aspetto, probabilmente, era simile a quello di un serpentario o forse di un grosso caracara. Visse nel Miocene inferiore (tra Burdigaliano e Aquitaniano, 23-16 milioni di anni fa) nel Queensland, in Australia.
Il flexiraptor è conosciuto solo per un tibiotarso (osso della caviglia) dalla forma del tutto particolare: quest'osso era strutturato in maniera tale da far sì che la zampa potesse essere rivolta all'indietro o di lato con estrema facilità (da qui il nome comune flexiraptor). L'uccello era in grado, probabilmente, di introdurre la zampa all'interno di buchi e fessure e di raggiungere le prede, che consistevano in piccoli mammiferi o rettili.